# مری تاوی
مری تاوی (به انگلیسی: Mary Tavy) یک روستا و محله مدنی در بریتانیا است که در West Devon واقع شده‌است. مری تاوی ۶۰۰ نفر جمعیت دارد.